# Ferdinand Dorsch

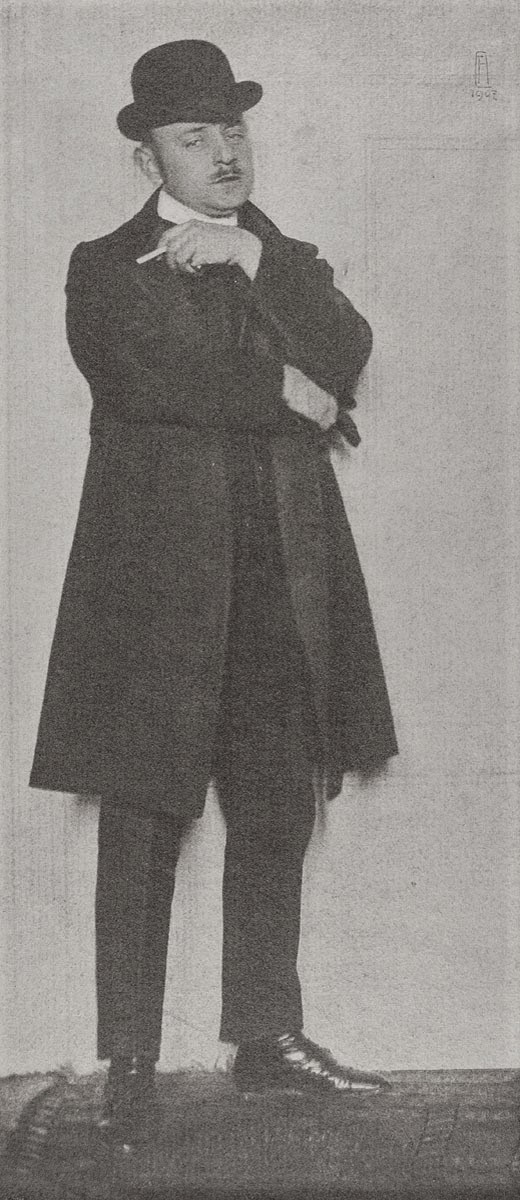
Ferdinand Dorsch (Porträtfoto von Hugo Erfurth, 1907)

Ferdinand Dorsch (* 10. Dezember 1875 in Fünfkirchen, Ungarn; † 9. Januar 1938 in Dresden; vollständiger Name: Ferdinand Franz Engelbert Dorsch) war ein deutscher Maler, Grafiker und Hochschullehrer. Er war Gründungsmitglied der Künstlergemeinschaft Die Elbier und Vorstandsmitglied des Sächsischen Kunstvereins.

## Leben

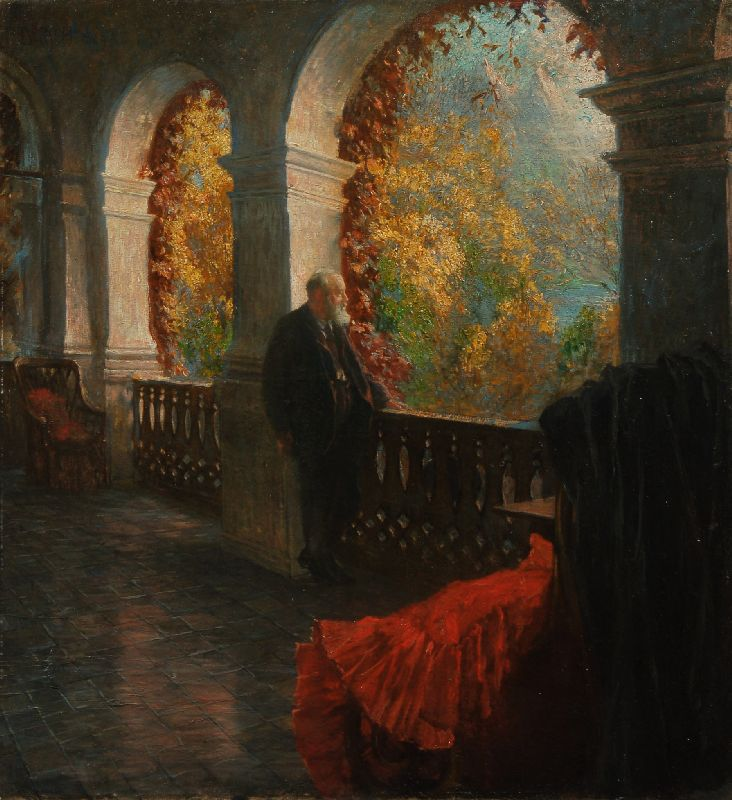
Der Chirurg Theodor Billroth auf seiner Terrasse in Sankt Gilgen/Wolfgangsee, 1899
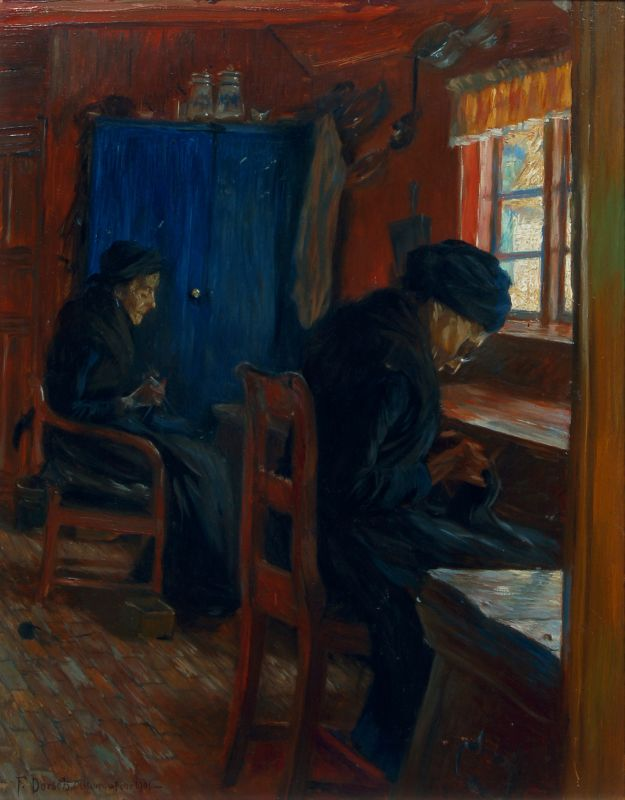
Oldsum auf Föhr, 1901
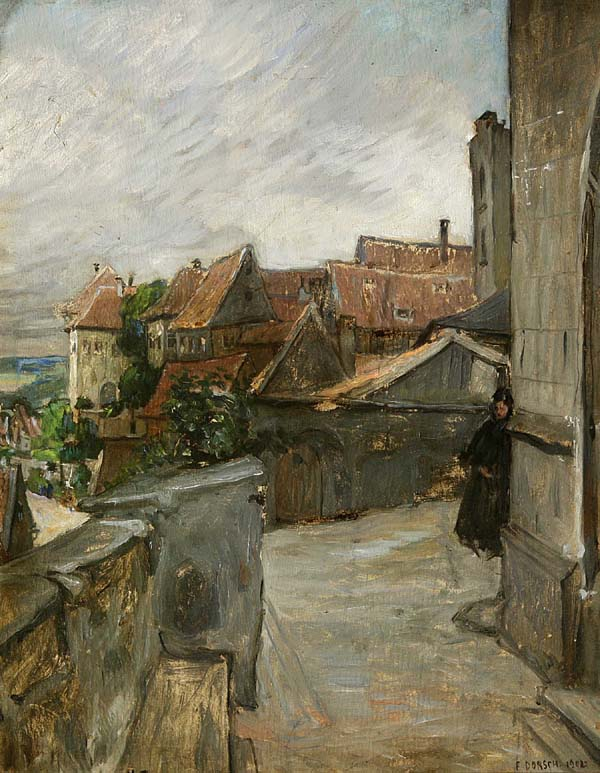
Dorfansicht mit Personenstaffage, 1902
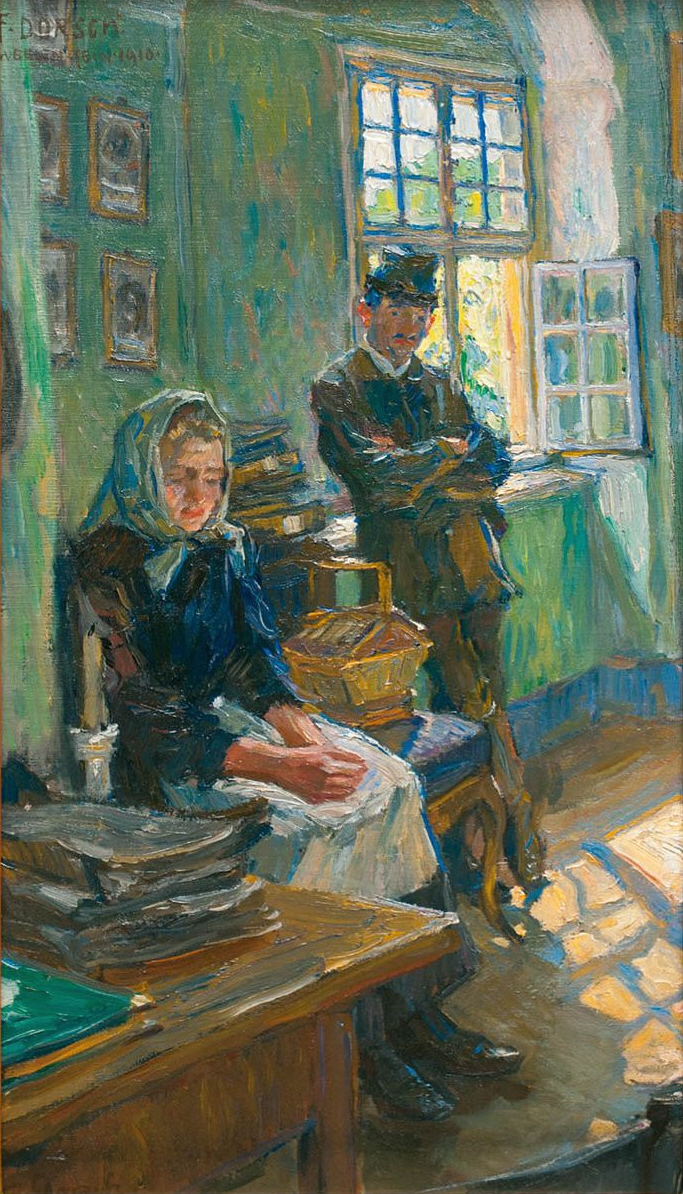
In der Weesensteiner Amtstube, 1910
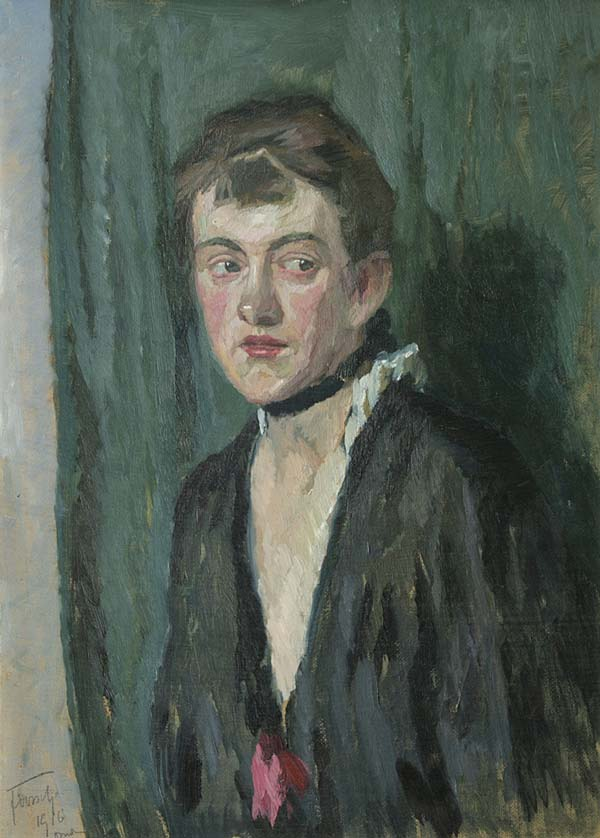
Mädchenbildnis, 1916
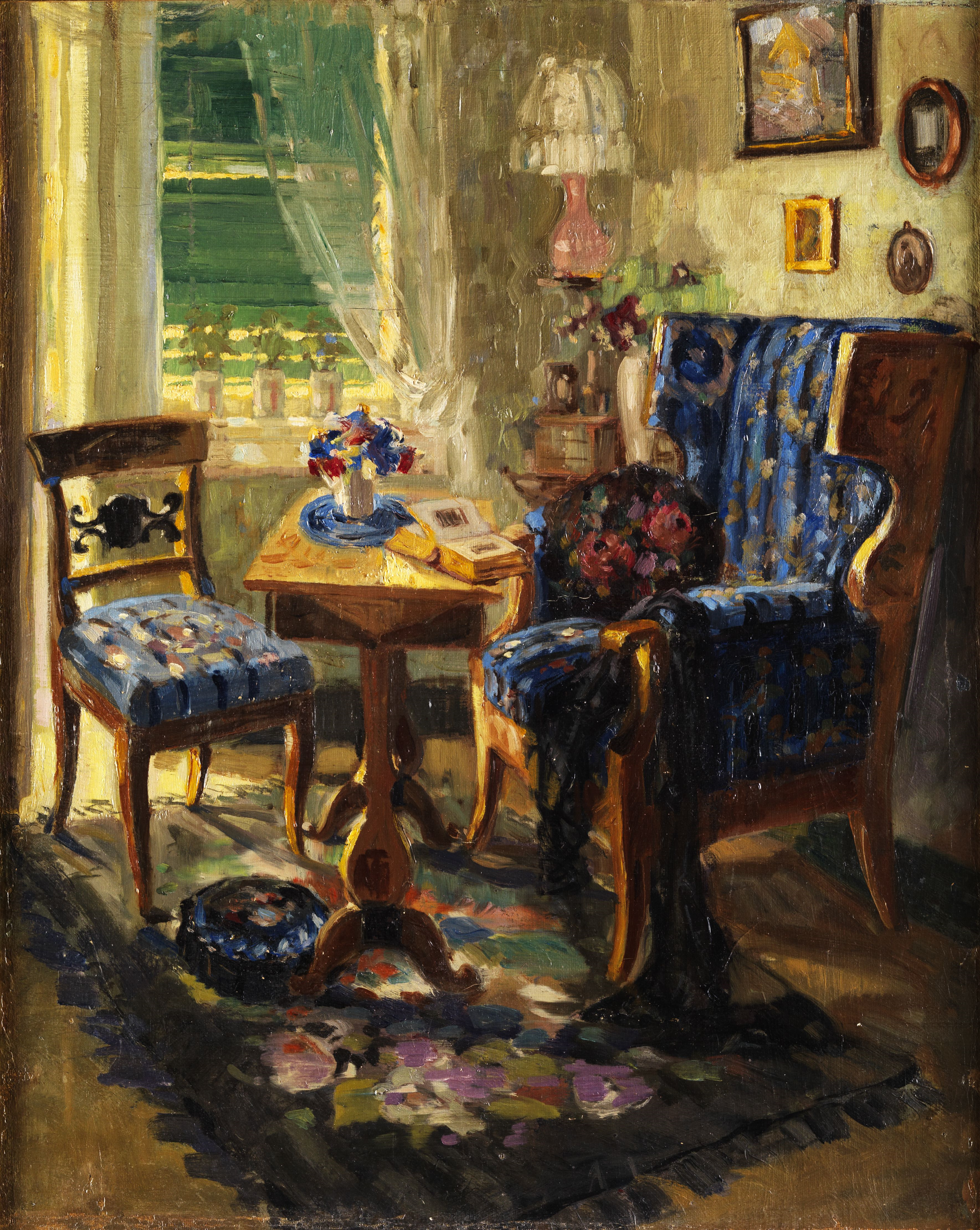
Der Lieblingsplatz

Dorsch wurde 1875 im ungarischen Fünfkirchen geboren und wuchs ab 1888 in Wien auf. Aufgrund eines Stipendiums des Fürsten Reuß konnte er ab 1891 an der Dresdner Kunstakademie studieren, unter anderem bei Leon Pohle und Ferdinand Pauwels. An die Ausbildung bei Gotthardt Kuehl von 1895 bis 1898 schloss sich eine lebenslange Freundschaft der beiden an.
Er kehrte 1898 nach Wien zurück und machte Bekanntschaft mit dem Secessionisten Carl Moll, ab 1899 war Dorsch selbst Mitglied der Wiener Secession. In dieser Zeit führte er neben Foto-Retuschen an Porträtvergrößerungen auch Porträt-Aufträge aus. Aber schon 1901 ging Ferdinand Dorsch wieder nach Dresden zurück, wo er 1902 Gründungsmitglied der Künstlergruppe Die Elbier war, die er auch leitete und mit ihr bis 1912 im Wiener Hagenbund gastierte. 1909 war er Gründungsmitglied der Künstlervereinigung Dresden. Mit Gotthard Kuehl unternahm er von 1903 bis 1907 mehrere Reisen nach Überlingen am Bodensee, er wandte sich zunehmend selbst dem Impressionismus zu.
In Dresden unterhielt Dorsch von 1904 bis 1916 eine eigene Malschule, die er aus Mangel an Aufträgen gründete. Zu seinen Schülern gehörten unter anderem Marianne Britze, Annemarie Heise und Conrad Felixmüller, mit dem ihn bis zu seinem Weggang nach Berlin eine Freundschaft verband. Ab 1914 hatte Dorsch selbst eine Professur an der Dresdner Kunstakademie inne und gab in der Folge 1916 seine Malschule auf. Zu seinen Schülern an der Kunstakademie zählten neben Otto Dix, Franz Lenk und Georg Siebert u. a. auch Walter Tanau, Theodor Rosenhauer, Robert Liebknecht, Erik Mailick, Günter Schmitz, Paul Sinkwitz und Erik Magnus Winnertz. Er war 1926/1927 und ab 1935 Rektor der Kunstakademie. Er hatte ab 1916 ein eigenes Malatelier und von 1922 bis 1935 ein gemeinsames mit seinem Kollegen Max Feldbauer, was zu einer stilistischen Annäherung der beiden führte.
Dorsch war von 1906 bis 1921 Vorstandsmitglied des Sächsischen Kunstvereins, ab 1918 stellvertretender Vorsitzender. Er erwarb sich große Verdienste um das Dresdner Ausstellungsleben und beteiligte sich selbst (zwischenzeitlich auch als Mitglied im Deutschen Künstlerbund) an Ausstellungen nicht nur in Dresden, sondern auch in Berlin, Düsseldorf, Mannheim, München und in weiteren Städten. In der Zeit des Nationalsozialismus war er obligatorisch Mitglied der Reichskammer der bildenden Künste. Für diese Zeit ist bis 1937 seine Teilnahme an 5 großen Gruppenausstellungen sicher belegt. In Berlin wurde 1935 eine Sonderausstellung seiner Werke veranstaltet. 
Dorsch wohnte in der Villa Lothringer Weg 3 und hatte sein Atelier im Brühlschen Garten 2b. Er starb im Dresdner Villenort Blasewitz und wurde auf dem Dresdner Johannisfriedhof beigesetzt; sein Grab ist erhalten.
1948 wurden in Radebeul in der Ausstellung Dresdner Impressionisten Bilder Dorschs gezeigt.

## Ehrungen
- 1896: große silberne Medaille der Dresdner Kunstakademie
- 1898: kleine goldene Medaille der Dresdner Kunstakademie für das Triptychon Ein deutsches Lied
- 1904: Goldmedaille der Großen Kunst-Ausstellung in Dresden für das Gemälde Schumannsche Träumerei (1904)
- 1909: Goldmedaille auf der Internationalen Kunst-Ausstellung München und der Akademie-Ausstellung Dresden für das Gemälde Lampionfest (1909)
- 1913: Bronze-Medaille im Londoner Crystal Palace
- 1914: königlich schwedischer Wasaorden 1. Klasse
- 1918: Ritterkreuz des königlich sächsischen Albrechts-Ordens

## Sammlungen
Ferdinand Dorschs Gesamtwerk ist bislang nicht vollständig erfasst. Neben Werken der Malerei finden sich untergeordnet auch lithografische Arbeiten; neben Einzelporträts entstand 1926/1927 auch das Gruppenbildnis Der Senat der Technischen Hochschule Dresden.
Museen und Galerien, in denen sich Dorschs Werke befinden, sind unter anderem:
- Lindenau-Museum in Altenburg
- Nationalgalerie in Berlin
- Museum Bautzen
- Kunstsammlungen Chemnitz
- Galerie Neue Meister in Dresden[5]
- Städtische Galerie Dresden
- Museum der bildenden Künste in Leipzig
- Kunstforum Ostdeutsche Galerie in Regensburg
- Kunstsammlungen Zwickau